# 威廉·恩斯特 (利珀-比斯特費爾德)
威廉·恩斯特（德語：Wilhelm Ernst，1777年4月15日—1840年1月8日），利珀-比斯特費爾德伯爵，卡爾·恩斯特·卡西米爾之子。

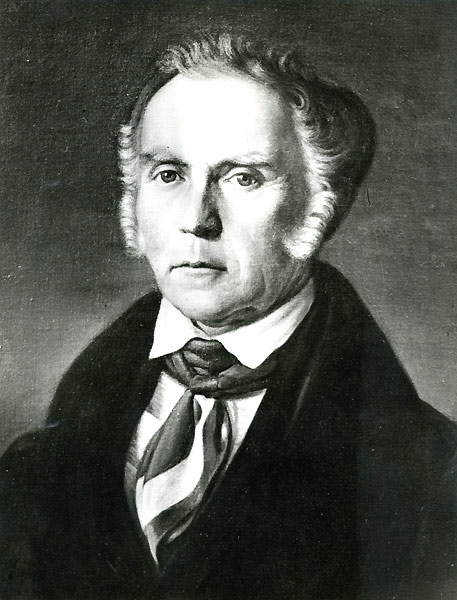

## 家庭
1803年，威廉·恩斯特與多蘿西亞·馮·昂盧（Dorothea von Unruh）結婚，兩人共有3子2女：
1. 阿格尼絲（1810年—1887年）
2. 尤里烏斯（1812年—1884年）
3. 瑪蒂爾德（1813年—1878年）
4. 赫爾曼（1818年—1877年）
5. 利奧波德（1821年—1872年）